# Marquesado de Villasidro
El marquesado de Villasidro es un título nobiliario español creado el 24 de diciembre de 1626 por el rey Felipe IV a favor de Antonio Brondo y Ruescas, I conde de Serramagna, hijo de Tomás Brondo y Orrú, señor de Villacidro y de Serramanna, en el Reino de Cerdeña, actualmente región de Cerdeña (Italia).
El título fue rehabilitado en 1923, por el rey Alfonso XIII a favor de Esteban Crespí de Valldaura y Cavero, que se convirtió en el noveno marqués de Villasidro.
Su denominación hace referencia al municipio italiano de Villacidro en el sur de Cerdeña.

## Marqueses de Villasidro
|                                 | Titular                                            | Periodo                |
| Creación por Felipe IV          | Creación por Felipe IV                             | Creación por Felipe IV |
| ------------------------------- | -------------------------------------------------- | ---------------------- |
| I                               | Antonio Brondo y Ruescas                           | 1626-1630              |
| II                              | Francisco Brondo y Gualbes                         | 1630-1646              |
| III                             | Félix Antonio Brondo y de Castellví                | 1646-1667              |
| IV                              | María Luisa Brondo Castellví y Crespí de Valldaura | 1667-1730              |
| V                               | Cristóbal Crespí de Valldaura y Brondo             | 1730-1733              |
| VI                              | José Crespí de Valldaura y Hurtado de Mendoza      | 1733-1752              |
| VII                             | Cristóbal Crespí y y Hurtado de Mendoza            | 1752-1778              |
| VIII                            | Joaquín Crespí de Valldaura y de Lesquinas         | 1778-1814              |
| Rehabilitación por Alfonso XIII |                                                    |                        |
| IX                              | Esteban Crespí de Valldaura y Cavero               | 1923-1957              |
| X                               | Gonzalo Crespí de Valldaura y Bosch-Labrús         | 1957-1980              |
| XI                              | Agustín Crespí de Valldaura y Cardenal             | 1980-actual titular    |

## Historia de los marqueses de Villasidro
- Antonio Brondo y Ruescas (m. 1630), I marqués de Villasidro y I conde de Serramagna. Era hijo de Tomás Brondo y Orrú, señor de Serramanna y de Villacidro y de su esposa Catalina de Ruescas.

Casó en primeras nupcias con Francisca Zapata y Zapata. Contrajo un segundo matrimonio con Elena Gualves y Zúñiga. Le sucedió, de su segundo matrimonio, su hijo:
- Francisco Brondo y Gualves (1615-1646), II marqués de Villasidro, II conde de Serramagna y caballero de la Orden de Santiago en 1628.

Casó con Faustina de Castellví y Deyar. Le sucedió su hijo:
- Félix Antonio Brondo y de Castellví (1636-1667), III marqués de Villasidro, III conde de Serramagna y III marqués de las Palmas.

Casó con Juana Crespí de Valldaura y Calatayud, hija del Vicecanciller de la Corona de Aragón, Cristóbal Crespí de Valldaura y Borja (San Mateo, Valencia 18 de diciembre de 1599-Madrid, 22 de febrero de 1871) y de Vicenta Calatayud (?-1649). Le sucedió su hija:
- María Luisa Brondo Castellví y Crespí de Valldaura (Madrid, 19 de agosto de 1654-25 de mayo de 1730),  IV marquesa de Villasidro,[2] IV condesa de Serramagna,[2] VI condesa de Castrillo,[3] recibió los derechos sobre Castrillo y Las Palmas a través de su sangre Avellaneda materna.

Casó en la iglesia de la Santa Cruz de Madrid el 19 de marzo de 1670 con José Salvador Crespí de Valldaura y Ferrer II conde de Sumacárcer y comendador en la Orden de Montesa.  Le sucedió su hijo:
- Cristóbal Crespí de Valldaura y Brondo (12 de junio de 1671-4 de marzo de 1733), V marqués de Villasidro,[2] V conde de Serramagna,[2] VII conde de Castrillo,[5] III marqués de las Palmas,[2] III conde de Sumacárcer[2] y IX varón de la Joyosa-Guarda.[2]

Casó con Josefa Hurtado de Mendoza y Trelles X condesa de Orgaz. Le sucedió su hijo:
- José Crespí de Valldaura y Hurtado de Mendoza (Valencia, 23 de septiembre de 1698-Alcudia de Crespíns 26 de febrero de 1752) VI marqués de Villasidro,[2] VI conde de Serramagna,[2] VIII conde de Castrillo,[2][5] XI conde de Orgaz,[6] IV conde de Sumacárcer,[2]  IV marqués de las Palmas[2] y X barón de la Joyosa-Guarda.[2]

Casó con María Vicenta Arias Dávila y Borja.  Murió sin descendencia y le sucedió su hermano:
- Cristóbal Crespí de Valldaura y Hurtado de Mendoza (Valencia, 7 de enero de 1706-2 de junio de 1778), VII marqués de Villasidro,[2] VII conde de Serramagna,[2] IX conde de Castrillo,[7] XII conde de Orgaz,[8] V conde de Sumacárcer,[2] V marqués de las Palmas,[2] XI barón de la Joyosa-Guarda[2] y XV barón de Callosa.[2]

Casó el 28 de septiembre de 1752, con María de la Portería Lesquina y Gasca (Valladolid, 9 de junio de 1737-¿?), V marquesa de la Vega de Boecillo, vizcondesa de Laguna. Le sucedió su hijo:
- Joaquín Pascual Crespí de Valldaura y Lesquina (Valencia, 25 de febrero de 1768-Valencia 22 de julio de 1814), VIII marqués de Villasidro,[2] VIII conde de Serramagna,[2] X conde de Castrillo,[7] XIII conde de Orgaz,[8] VI conde de Sumacárcer,[2] VI marqués de la Vega de Boecillo, VI marqués de las Palmas,[2] XII barón de la Joyosa-Guarda y XVI barón de Callosa.[2]

Contrajo matrimonio en Madrid, el 9 de septiembre de 1788, con Francisca Carvajal Lancáster y Gonzaga Caracciolo (Madrid, 11 de diciembre de 1769-Madrid, 27 de noviembre de 1814).
Rehabilitado en 1923 por:
- Esteban Crespí de Valldaura y Cavero (Zarauz, 8 de agosto de 1899-Madrid, 22 de enero de 1959), IX marqués de Villasidro (rehabilitación 1923),[9][10] XVI conde de Castrillo,[11] XIX conde de Orgaz, XII conde de Sumacárcer y barón de Callosa.

Casó con María Josefa Bosch-Labrús y López-Guijarro (m. Madrid, 4 de julio de 1941). Le sucedió su hijo:
- Gonzalo Crespí de Valldaura y Bosch-Labrús (Madrid, 25 de marzo de 1936-Madrid, 25 de febrero de 2022),[12] X marqués de Villasidro,[2] XVII conde de Castrillo,[11] XX conde de Orgaz, XIII conde de Sumacárcer, XI conde de Serramagna,[10] XII marqués de Vega de Boecillo (rehabilitado en 1968),[2]  XVIII barón de Callosa,[2] y barón de la Joyosa-Guarda. Fue el fundador de la ONG Ayuda en Acción, presidente de la asamblea española de la Orden de Malta, historiador y presidente de la Asociación Internacional de Bibliófilos y de la Fundación de Amigos de la Biblioteca Nacional de España.[13]

Casó el 13 de octubre de 1959 con María Eugenia Cardenal y de Caralt (n. Barcelona, 20 de marzo de 1938). Le sucedió, en 1980 y por cesión, su hijo:
- Agustín Crespí de Valldaura y Cardenal (n. Barcelona, 10 de agosto de 1960), XI marqués de Villasidro,[10][14] XXI conde de Orgaz[15] y XVIII conde de Castrillo,[16] grande de España.

Casó con María González de Amezua y del Pino, padres de dos hijas: Virginia (n. Palma de Mallorca, 15 de septiembre de 1993) y Sofía Crespí de Vallduara y González de Amezua (n. Madrid, 6 de octubre de 1995).